# Gonzalo Méndez de Cancio
Gonzalo Méndez de Cancio y Donlebún (Tapia de Casariego, Asturias, circa 1554 - ídem, 31 de marzo de 1622) fue un marino español, conocido por haber traído el maíz a Asturias y haber derrotado a Francis Drake. Desempeñó los cargos de séptimo gobernador de Florida, alcalde mayor de Castropol y capitán de milicias. 

## Biografía
Gonzalo nació hacia el año 1554 en el Palacio de Casariego, parroquia de San Esteban de Tapia, en el antiguo concejo de Castropol, hijo de Diego de Cancio Donlebún y María Méndez de San Julián y Villaamil.
Entró siendo joven en la Armada de la Carrera de las Indias, viajando por primera vez al Nuevo Mundo en 1571, en compañía de Sancho Pardo Osorio. Hacia 1574 adquirió su propio barco, el Apóstol Santiago, encargado de proteger los mercantes españoles que hacían la ruta de las Américas. En uno de esos viajes, volviendo a España desde México, perdió su nave a la altura de las islas Madeira.
En 1584 perdió otro barco en Nombre de Dios (Panamá), construido tan sólo un año antes. Sin embargo, poco después, fue nombrado capitán de infantería de la nave capitana de la Armada por Francisco de Noboa Feijoo, Capitán General de la Flota de Tierra Firme. Al partir de entonces pudo demostrar su valía como marino, capturando un barco francés el 22 de agosto de ese año. Poco después salvó el cargamento de oro y la plata de un navío que se hundía a causa de una tormenta, siendo ascendido a almirante de la Escuadra desde las islas Terceras hasta España por Francisco de Noboa, el cual manifestó que Cancio «es muy buen marinero y soldado y persona en quien se empleará muy bien cualquier merced que Su Magestad le haga».
En los años siguientes estuvo bajo las órdenes de Sancho Pardo Osorio, Alonso de Bazán y Francisco Coloma, con tan buenos resultados que en 1592 fue nombrado por el Rey capitán ordinario de mar con treinta mil maravedíes de sueldo. 
En 1595 fue encargado de socorrer un cargamento de oro y plata que había salido de La Habana en una flotilla rumbo a Sevilla, y cuyas naves se habían desperdigado a causa de una tormenta en las Bahamas, por lo que se habían guarecido en Puerto Rico y pedido auxilio a España. El 8 de noviembre, entre las islas de Guadalupe y Dominica, la armada española —compuesta de cinco fragatas al mando de Cancio y Pedro Tello de Guzmán— avistaron dos navíos piratas ingleses, a los que capturaron tras una breve trifulca, obteniendo la valiosa información de que una flotilla pirata de 27 barcos, comandada por John Hawkins y Francis Drake, estaba anclada en Guadalupe, dispuesta a asaltar Puerto Rico. Las naves españolas se aprestaron a socorrer la isla, organizándose una defensa con un total de 1500 efectivos, frente a los 2500 ingleses. Cancio fue encargado de defender la fortaleza del Morro, Santa Elena y el Morrillo.
El 22 de noviembre apareció la flota pirata frente a la posición defendida por Méndez de Cancio, entablándose un combate durante el cual la fortuna sonrió al almirante asturiano, ya que uno de los cañonazos destrozó el palo de mesana del Defiance, el buque insignia de Drake. Retirado momentáneamente a la isla de las Cabras, el pirata buscó un nuevo lugar para desembarcar, haciendo un asalto nocturno al puerto de San Juan e incendiando tres de las cinco fragatas españolas. Sin embargo, este movimiento expuso sus naves al fuego de artillería del baluarte defendido por Cancio, destruyendo nueve barcos ingleses y falleciendo 400 piratas. Por todo ello, Drake decidió desistir del ataque y retirarse a aguas seguras, perdiendo aún cuatro navíos más en su huida. Pasado el peligro, Cancio y Guzmán zarparon el 20 de diciembre rumbo a España con las fragatas supervivientes y el cargamento de oro y plata.

Mapa de Florida.

El 22 de marzo de 1596 fue nombrado por Felipe II gobernador y capitán general de Florida, donde se trasladó acompañado de su mujer, Magdalena de Luazes, y de su hijo Antonio. Instalado en San Agustín, capital de la colonia, consideró que la ubicación de la ciudad —en un terreno arenoso y rodeado de pantanales— no era el más idóneo para el desarrollo agrícola y comercial de la colonia, por lo que buscó un nuevo asentamiento, hallando un lugar apropiado en la región de Tama, en la confluencia del río Ocumulgee con el Altamaha, en el actual estado de Georgia. 
Sin embargo, mientras preparaba la expedición colonizadora hacia esa región, sufrió un levantamiento indio de un jefe guale llamado Juanillo, en septiembre de 1597. Los guales, ubicados entre el río Altamaha (Georgia) y Port-Royal (Carolina del Sur), estaban preocupados por el avance del cristianismo, especialmente porque los misioneros franciscanos les habían prohibido la poligamia, el divorcio, el baile, el juego y las guerras tribales. En una rápida incursión destruyeron varias misiones españolas y mataron a cinco franciscanos, y cuando Méndez de Cancio organizó una patrulla de rescate los indios habían huido a las montañas, por lo que en represalia incendió sus poblados y destruyó sus cosechas. La rebelión terminó en 1598, cuando Juanillo fue traicionado y muerto por unos indios prohispanos comandados por el cacique Asao.
En los siguientes años viajó por toda la región sometiendo a las diversas tribus indias que aún se oponían a la ocupación española, añadiendo al territorio que gobernaba las provincias de Potano, Timuena, Apalache, Cicale, Mosquitos, Yufera, Ocone y Santa Elena, entre Florida y Carolina del Sur. En todos estos territorios promovió el cultivo del maíz, construyendo granjas y molinos dedicados a este cereal. También mandó construir en San Agustín el Hospital de Santa Bárbara, en sustitución de uno anterior incendiado, así como una iglesia en la provincia de San Pedro. Sin embargo, su relevo como gobernador de Florida truncó su proyecto de fundar una ciudad en Tama.
En 1603 fue sustituido por Pedro de Ibarra, regresando a su tierra natal. De regreso trajo dos arcas llenas de semillas de maíz, promoviendo el cultivo de este cereal en Asturias. En adelante residió en su casa, el Palacio de Casariego, desempeñando diversos cargos como el de Alcalde Mayor de Castropol y Capitán de Milicias. Falleció el 31 de marzo de 1622 en su casa natal.
Su hija María de Cancio y Luaces contrajo matrimonio con Domingo Fuertes de Sierra, dueño del Palacio de Andés. Su descendiente Pedro Villar Avello,  militar asturiano nacido en Andés en 1796, fue Diputado y Senador. 